# Pierre Petiteau
Pierre Petiteau (14 de maio de 1899 — 9 de abril de 1974) foi um jogador de rugby union francês, medalhista olímpico.

## Carreira
Durante a sua carreira desportiva, representou os clubes Stade bordelais, Racing Club de France e FC Auch Gers. Seu maior sucesso no clube foi a atuação na final do campeonato francês com o Racing Club de France em 1920.
Ele integrou a equipe da Seleção da França que conquistou a medalha de prata nos Jogos Olímpicos de Verão de 1920 em Antuérpia. Na partida disputada no Estádio Olímpico em 5 de setembro de 1920, os franceses perderam para a seleção dos Estados Unidos por 0–8. Como esta foi a única partida disputada nesta competição, significou que conquistaram a medalha de prata.